# Nikodim (Čibisov)
Nikodim (světským jménem: Jurij Valerjevič Čibisov; * 30. prosince 1969, Pavlovskij Posad) je ruský pravoslavný duchovní Ruské pravoslavné církve, arcibiskup a metropolita novosibirský a běrdský.

## Život
Narodil se 30. prosince 1969 v Pavlovském Posadě. Od dětství navštěvoval chrám Nanebevstoupení Páně, kde zpíval na klirosu.
Roku 1985 dokončil Pavlovo-Posadskou střední školu № 1. a roku 1988 Střední odborné technické učiliště № 34.
V letech 1988-1990 sloužil v řadách Sovětské armády. Od roku 1990.pomahal na obnově Pokrovsko-Vasiljevském chrámu ve svém rodném městě, kde působil např. jako ponomar. Později byl tento chrám přeměněn na Pokrovsko-Vasiljevský monastýr.
Roku 1992 byl přijat na Moskevský duchovní seminář. Během studií zde působil jako lektor historie Ruské pravoslavné církve a ikonopisectví. Po ukončení studií byl vyslán Vzdělávací komisí do Saratovského duchovního semináře, kde působil jako starší asistent inspektora a prorektora pro pedagogickou práci.
Dne 24. prosince 1997 byl postřižen na monacha. Dne 7. ledna 1998 byl arcibiskupem saratovským a volským Alexandrem (Timofejevem) rukopoložen na hierodiakona a 18. ledna na jeromonacha.
Dne 5. dubna 1998 byl vyznamenán právem nosit nábedernik.
Dne 29. dubna 1998 byl ustanoven představeným chrámu Svaté Trojice v Saratově a 12. října představeným chrámu Kazaňské ikony Matky Boží vesnice Alexandrov Gaj v Alexandrovo-Gajském rajónu Saratovské oblasti.
V lednu 1999 byl převeden sloužit do Moskvy. Zde začal působit v chrámu Povýšení svatého Kříže v Altufjevu a 13. srpna byl ustanoven do služby v Začatěvském monastýru.
Roku 2000 dokončil studium na Moskevské duchovní akademii s titulem kandidáta bohosloví. Téma disertační práce bylo „Začatěvský ženský stavropegiální monastýr“.
Dne 27. prosince 2007 byl Svatým synodem zvolen biskupem šaturským a vikarijním biskupem moskevské eparchie.
Dne 9. března 2008 byl v chrámu Krista Spasitele povýšen patriarchou Alexijem na archimandritu.
Dne 22. března 2008 se uskutečnilo jeho oficiální jmenování za biskupa a o den později proběhla v chrámu Krista Spasitele jeho biskupská chirotonie. Světiteli byli patriarcha moskevský Alexij II., metropolita smolenský a kaliningradský Kirill (Gunďajev), metropolita kalužský a borovský Kliment (Kapalin), metropolita taškentský a středoasijský Vladimir (Ikim), arcibiskup istrinský Arsenij (Jepifanov), biskup dmitrovský Alexandr (Agrikov), biskup sergijevoposadský Feognost (Guzikov), biskup bronnický Amvrosij (Jermakov) a biskup kemerovský a novokuzněcký Aristarch (Smirnov).
Dne 10. prosince 2008 byl Svatým synodem zařazen do komise pro přípravu Místního soboru Ruské pravoslavné církve, který proběhl od 27. do 28. ledna 2009.
Dne 31. března 2009 byl Svatým synodem ustanoven biskupem anadyrským a čukotským.
Dne 30. května 2011 byl ustanoven eparchiálním biskupem nově zřízené jenisejské eparchie.
Dne 15. března 2012 byl Svatým synodem potvrzen jako představený Spaso-Preobraženského monastýru v Jenisejsku.
Od 11. do 25. června 2012 absolvoval na Celocírkevním postgraduálním a doktorandském studiu svatých apoštolům rovných Cyrila a Metoděje v Moskvě kurzy pro nové biskupy.
Dne 30. května 2014 byl ustanoven biskupem čeljabinským a zlatoustovským a hlavou čeljabinské metropole.
Dne 8. června 2014 byl v Trojicko-sergijevské lávře patriarchou Kirillem povýšen na metropolitu.
Dne 27. prosince 2016 mu byl Svatým synodem změně titul na metropolita čeljabinský a miasský.
Dne 28. prosince 2018 byl Svatým synodem byl jmenován eparchiálním biskupem novosibirským a běrdským a hlavou novosibirské metropole.
Dne 26. února 2019 byl Svatým synodem jmenován rektorem Novosibirského duchovního semináře a také byl potvrzen jako představený monastýru archanděla Michaela v Koziše.
Dne 15. dubna 2021 byl ustanoven dočasným správcem kainské eparchie.

## Řády a vyznamenání

### Církevní vyznamenání
- 2019 – Řád přepodobného Sergija Radoněžského III. stupně